# På liv och död i andra världskrigets skugga
På liv och död i andra världskrigets skugga är den femtonde boken i Kim Kimselius serie om Theo och Ramona och gavs ut 2011. Handlingen utspelar sig under andra världskriget.